# グルメシティ庄内店
グルメシティ庄内店（グルメシティしょうないてん）は、株式会社ダイエーが運営する総合スーパー（GMS）。大阪府豊中市庄内西町二丁目に所在し、阪急宝塚線庄内駅前の商店街「庄内本通商店街（庄内WEST）」の一角に立地する。
1964年4月5日にダイエー庄内店として開業。食品スーパー業態のダイエーグルメシティ庄内店（旧店舗）への転換を経て、建物の老朽化により建て替えられ、2013年4月27日にグルメシティ庄内店として再度開業した。
本項では、旧店舗（ダイエー庄内店→ダイエーグルメシティ庄内店）と新店舗（グルメシティ庄内店）を一括して取り扱う。

## 歴史
ダイエー庄内店として開業。それぞれ地上5階建ての2棟の建物で構成されていた。エレベーター・エスカレーターは共に設置されていなかった。
開業当初の名称は庄内ショッパーズプラザであったが、後にはこの名称は使われず、ダイエーグルメシティ庄内店の名称を前面に出していた。ただし、大阪府への届出上のSC名称では「庄内ショッパーズプラザ」となっていた。
1995年（平成7年）1月17日の5時46分52秒に、マグニチュード7.3を記録した兵庫県南部地震（阪神・淡路大震災）で、建物に甚大な被害を受け営業不能となるも、1995年（平成7年）2月15日から同年3月9日まで店外で営業を続けた。
その後は、食品スーパー業態のダイエーグルメシティに業態転換して営業することとなる。事実上の1号店であったダイエー千林店が閉店した後は、ダイエーとして開業した最古参の店舗として営業を続けていたが、47年を超える建物の老朽化は著しく、ダイエーグルメシティ庄内店は2012年1月31日18時をもって閉店した。これにより、グルメシティ西明石店（兵庫県明石市、1969年9月20日開業）がダイエーとして開業した最古参店舗となった。
跡地には地上2階建ての建物が建設され、2013年（平成25年）4月25日にグルメシティ庄内店として開業した。

### ショッピングセンターの実験店として
総合スーパー (GMS) を成功させたダイエーが、米国で流行していたショッピングセンター（複数の店舗が入居する大型商業施設）を日本に導入するための実験店舗として開業した店舗がダイエー庄内店であった。スーパーマーケット機能（ダイエー）と銀行（福徳銀行）が入居する棟と、専門店が入居する専門店棟との2つに分け集客を図ることは、当時の日本では画期的であった。実験的ではあったもののダイエーは日本でのショッピングセンターの基礎を作ることに成功し、この方式はダイエーのみならず同業他社にも導入され、多数の店舗でこの方式が取られることになった。
米国占領下の沖縄で1954年（昭和29年）に「プラザハウスショッピングセンター」というショッピングセンターが開業しているが、開設当初はアメリカ人専用であったこと、当時、沖縄は未だに米国施政下であったことから、日本で開業させたショッピングセンターはダイエー庄内店が最古とされている。なお、日本で初めての本格的な郊外型ショッピングセンターは1969年（昭和44年）に開業した玉川髙島屋ショッピングセンターとされる。

### 沿革
- 1964年（昭和39年）4月15日 - ダイエー庄内店が開業（店番号0030）。SC名称は「庄内ショッパーズプラザ」。
- 1995年（平成7年）
  - 1月17日 - 阪神・淡路大震災発生。建物に被害が出る[5]。
  - 2月15日 - 店外での営業を開始[5]。
  - 3月9日 - 店内営業を再開、店外での営業を終了[5]。
- ?年 - ダイエーが運営するグルメシティに転換[要出典]。
- 2012年（平成24年）1月31日 - 18時をもってダイエーグルメシティ庄内店閉店。47年の歴史に幕を下ろす。
- 2013年（平成25年）4月25日 - 跡地にグルメシティ庄内店が開業[4]（店番号0758）。

## 主なテナント

### 現行テナント
- メガネの愛眼 - ダイエーグルメシティ庄内店時代にも出店していたため、再出店となる。
- キャンドゥ - セリアの跡地に開店[10]。
- カーブス

### かつて存在したテナント
- セリア - 2024年（令和6年）5月12日閉店[10]。

### ダイエーグルメシティ庄内店時代のテナント
- 福徳銀行→なみはや銀行
- ジーンズメイト（衣料品）
- ダイソー
- OMC（ATM）
- らんらんらんど（ゲームセンター）
- メガネの愛眼 - 同社の1号店。1階に入居していた[11]。閉店後、グルメシティ庄内店で再出店した。

## フロア構成

### グルメシティ庄内店
| 階  | フロア概要                                             |
| --- | ------------------------------------------------------ |
| 1階 | グルメシティ庄内店（食料品）・イオン銀行ATM            |
| 2階 | グルメシティ庄内店（日用雑貨・文具・靴など）・専門店街 |

### ダイエー庄内店・ダイエーグルメシティ庄内店時代
| 階  | 西館                     | 東館                                         |
| --- | ------------------------ | -------------------------------------------- |
| 5階 | 立入禁止                 | 立入禁止                                     |
| 4階 | ダイエー各本部           | 立入禁止                                     |
| 3階 | 専門店のフロア           | 事務所（ダイエー各本部・ビルメンテナンス室） |
| 2階 | 衣料品・生活用品のフロア | 専門店                                       |
| 1階 | 食品・日用消耗品のフロア | 専門店                                       |

4階から5階にはかつて屋上遊園地等のテナントが存在していたが、阪神・淡路大震災以降は閉鎖され、一部フロアはダイエーの関連本部が入居し立入禁止となっていた。

## 交通アクセス
- 阪急宝塚線 庄内駅から徒歩3分。

当店から南へ約600mの阪急バス本社・豊中営業所跡地には2022年（令和4年）12月2日にイオンタウン豊中庄内がオープンしており、中核店舗のイオンフードスタイル豊中庄内店もダイエーが運営している。